# Saint-Judoce
Saint-Judoce (tiếng Breton: Sant-Yuzeg) là một commune ở Côtes-d'Armor, Bretagne, tây bắc Pháp.

## Dân số
Người dân ở Saint-Judoce được gọi là Judocéens.